# مرغ بهشتی جنگلی
مرغ بهشتی جنگلی (نام علمی: Paradigalla) نام یک سرده از تیره مرغ بهشتی است.

## گونه‌ها
- مرغ بهشتی جنگلی دم‌دراز،  Paradigalla carunculata
- مرغ بهشتی جنگلی دم‌کوتاه،  Paradigalla brevicauda